# 平底烧瓶

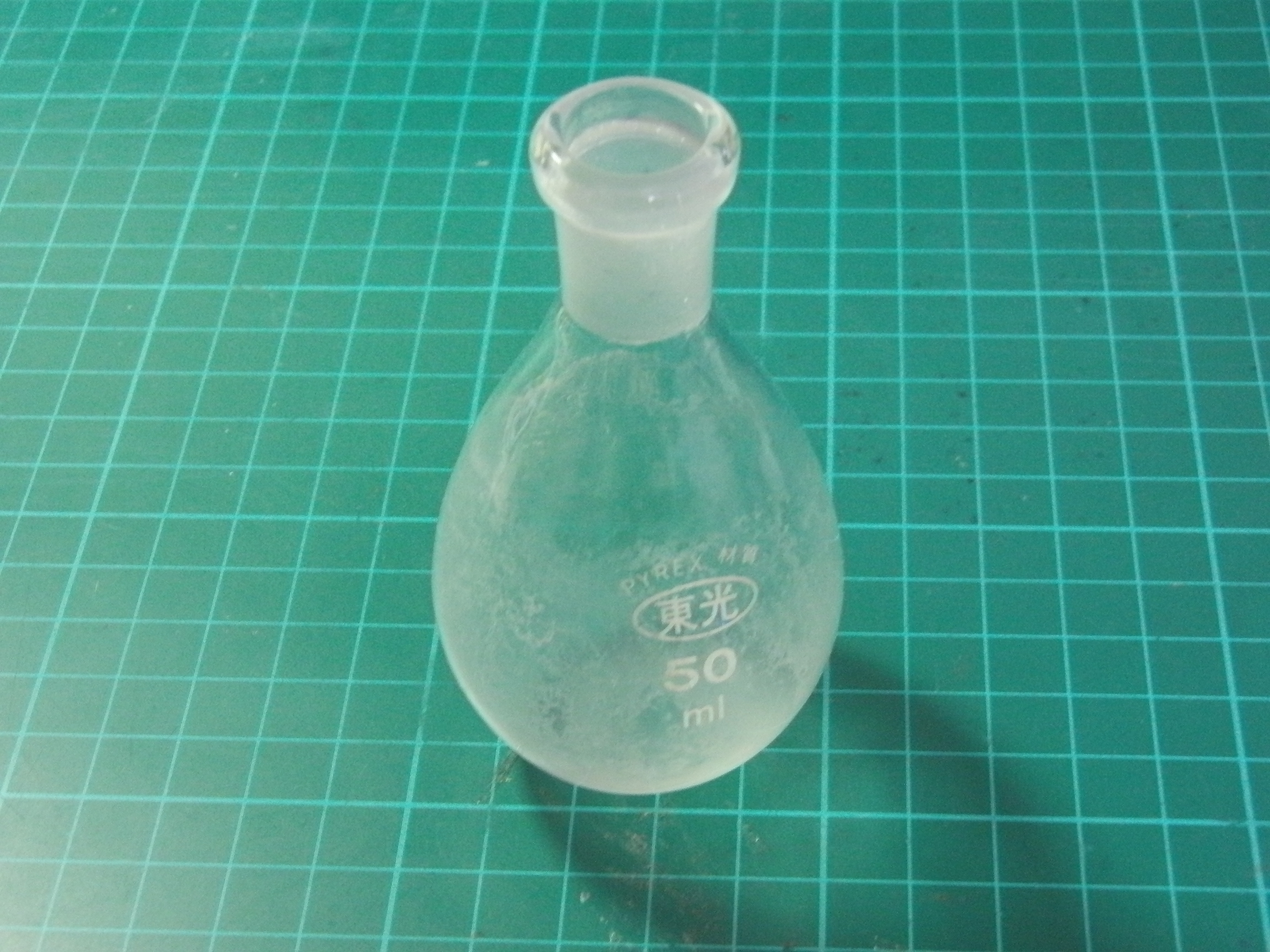
平底燒瓶

平底烧瓶是實驗室中使用的一种烧瓶类玻璃器皿，主要用来盛液体物质，可以轻度受热。加热时可不使用石棉网。强烈加热则应使用圆底烧瓶。
底部为半球形，上部有一个长颈以便容物出入。在平面上立得比较稳。